# Access All Areas: Remixed and B-Sides
Access All Areas: Remixed and B-Sides é um álbum de coletânea de Atomic Kitten, lançado apenas no Japão. Com a boa repercussão foi o álbum mais vendido desde Right Now. O box foi lançado em 2005 com a nova versão de "Cradle" e algumas B-Sides, Unleakeds e Remixes que antes eram materiais inusados ou exclusivos de singles.

## Lista de faixas
| Número                           | Nome                                                       | Duração |
| -------------------------------- | ---------------------------------------------------------- | ------- |
| CD - B-Sides and Remixed         |                                                            |         |
| 1.                               | "Cradle 2005"                                              | 3:51    |
| 2.                               | "Locomotion"                                               | 3:36    |
| 3.                               | "Dancing in the Street"                                    | 3:41    |
| 4.                               | "Follow Me"                                                | 3:23    |
| 5.                               | "Use Your Imagination"                                     | 3:14    |
| 6.                               | "For Once in My Life"                                      | 3:49    |
| 7.                               | "So Right"                                                 | 3:07    |
| 8.                               | "Somebody"                                                 | 3:39    |
| 9.                               | "Eternal Flame" (Blacksmith RnB Rub)                       | 3:58    |
| 10.                              | "Someone Like Me" (Minus Blue Mix)                         | 4:21    |
| 11.                              | "The Tide Is High (Get The Feeling)" (Groove Brother Edit) | 3:23    |
| 12.                              | "It's OK" (M*A*S*H Radio Mix)                              | 3:52    |
| 13.                              | "Be With You" (Milky Remix)                                | 6:30    |
| 14.                              | "Love Doesn't Have To Hurt" (Uptown Full Vocal Master Mix) | 6:22    |
| 15.                              | "Ladies Night" (Kurtis Mantronik 7")                       | 3:24    |
| 16.                              | "The Last Goodbye" (Soda Club Mix)                         | 6:30    |
| 17.                              | "Right Now" (Solomon Pop Mix)                              | 5:51    |
| DVD - Live at Wembley Arena      |                                                            |         |
| 1.                               | "Be with You" (Live)                                       |         |
| 2.                               | "It's Ok!" (Live)                                          |         |
| 3.                               | "Don't Go Breaking My Heart" (Live)                        |         |
| 4.                               | "Somebody Like You" (Live)                                 |         |
| 5.                               | "Love Doesn't Have to Hurt" (Live)                         |         |
| 6.                               | "If You Come to Me" (Live)                                 |         |
| 7.                               | "Last Goodbye" (Live)                                      |         |
| 8.                               | "I Won't Be There" (Live)                                  |         |
| 9.                               | "Nothing in the World" (Live)                              |         |
| 10.                              | "Right Now" (Live)                                         |         |
| 11.                              | "Lovin' You" (Live)                                        |         |
| 12.                              | "Always Be My Baby" (Live)                                 |         |
| 13.                              | "Everything Goes Around" (Live)                            |         |
| 14.                              | "Eternal Flame" (Live)                                     |         |
| 15.                              | "Someone Like Me" (Live)                                   |         |
| 16.                              | "Believer" (Live)                                          |         |
| 17.                              | "Feels So Good/Holiday" (Live)                             |         |
| 18.                              | "Whole Again" (Live)                                       |         |
| 19.                              | "Tide Is High (Get the Feeling)" (Live)                    |         |
| 20.                              | "Ladies Night" (Live)                                      |         |
| DVD Greatest Hits (Music Videos) |                                                            |         |
| 1.                               | "Right Now"                                                |         |
| 2.                               | "See Ya"                                                   |         |
| 3.                               | "I Want Your Love"                                         |         |
| 4.                               | "Follow Me"                                                |         |
| 5.                               | "Whole Again"                                              |         |
| 6.                               | "Eternal Flame"                                            |         |
| 7.                               | "You Are"                                                  |         |
| 8.                               | "It's Ok!"                                                 |         |
| 9.                               | "Tide Is High (Get the Feeling)"                           |         |
| 10.                              | "Last Goodbye"                                             |         |
| 11.                              | "Be with You"                                              |         |
| 12.                              | "Love Doesn't Have to Hurt"                                |         |
| 13.                              | "If You Come to Me"                                        |         |
| 14.                              | "Ladies Night"                                             |         |
| 15.                              | "Right Now 2004"                                           |         |
| 16.                              | "Someone Like Me"                                          |         |
| 17.                              | "Whole Again" (Original version)                           |         |
| 18.                              | "Cradle"                                                   |         |